# Obergerlafingen
Obergerlafingen är en ort och kommun i kantonen Solothurn, Schweiz. Kommunen har 1 262 invånare (2023).